# Théorème de représentation de Stone pour les algèbres de Boole
En mathématiques, le théorème de représentation de Stone pour les algèbres de Boole établit une équivalence entre la catégorie des algèbres de Boole et celle des espaces de Stone (espaces compacts totalement discontinus). Cette correspondance a été établie par Marshall Stone en 1936.

## Espace de Stone associé à une algèbre de Boole
Soit A une algèbre de Boole. On lui associe l'ensemble S(A) des morphismes {\displaystyle h:A\to \{0,1\}}, appelé « l'espace de Stone associé à A ». Un tel morphisme définit un ultrafiltre U de A :
{\displaystyle U=\{a\in A\,|\,h(a)=1\}}
Réciproquement, un ultrafiltre U de A définit un morphisme h de A de la façon suivante :
{\displaystyle h(a)=1\,\mathrm {si} \,a\in U} et {\displaystyle h(a)=0\,\mathrm {si} \,a\notin U}
On peut donc aussi définir l'espace de Stone S(A) comme étant l'ensemble des ultrafiltres de A.
Avec la première définition, S(A) est inclus dans l'ensemble des applications de A dans {0,1}. Cet ensemble, muni de la topologie de la convergence simple est homéomorphe à l'espace produit {\displaystyle \{0,1\}^{A}} muni de la topologie produit. D'après le théorème de Tykhonov, cet espace produit est un espace compact. Etant produit d'espaces discrets, il est totalement discontinu. S(A) est donc également totalement discontinu. On montre de plus que S(A) est fermé dans le compact {\displaystyle \{0,1\}^{A}}, donc lui-même compact. On montre que, pour tout a de A, la partie {\displaystyle \varphi _{A}(a)=\{h\in \mathrm {S} (A)\,|\,h(a)=1\}} est à la fois ouverte et fermée dans S(A), et qu'inversement, tout ouvert-fermé de S(A) est de cette forme.
On a donc associé à l'algèbre de Boole A un espace de Stone S(A).

## Algèbre de Boole associée à un espace de Stone
Réciproquement, soit X un espace de Stone. On lui associe l'ensemble CO(X) des parties à la fois ouvertes et fermées de X. Cet ensemble est stable par réunion finie, intersection finie et passage au complémentaire. Il contient par ailleurs l'ensemble vide et l'ensemble X lui-même. CO(X) forme donc une algèbre de Boole avec les opérations ensemblistes usuelles.

## Équivalence fonctorielle

### Foncteur de A vers S(A)
Outre le fait d'associer un espace de Stone S(A) à une algèbre de Boole A, il existe également une association entre les morphismes d'algèbres de Boole et les applications continues entre espaces de Stone. Soit {\displaystyle f:A\to B} un morphisme d'algèbre de Boole. On lui associe l'application {\displaystyle S(f):S(B)\to S(A)} définie par :
{\displaystyle S(f):h\in S(B)\mapsto h\circ f\in S(A)}
Cette application est continue parce que l'image réciproque par S(f) d'un ouvert-fermé {\displaystyle \varphi _{A}(a)} quelconque de S(A) est l'ouvert-fermé {\displaystyle \varphi _{B}(f(a))}, et que les ouverts-fermés dans un espace de Stone forment une base d'ouverts.
L'application S qui, à une algèbre de Boole A, associe l'espace de Stone S(A), et qui, à un morphisme f : A → B  d'algèbres de Boole, associe l'application continue S(f) : S(B) → S(A) entre espaces de Stone est un foncteur contravariant.

### Foncteur de X vers CO(X)
Soit maintenant X et Y des espaces de Stone et F une application continue de X dans Y. On peut associer à F un morphisme CO(F) d'algèbre de Boole de CO(Y) dans CO(X) de la façon suivante :
{\displaystyle \mathrm {CO} (F):C\in \mathrm {CO} (Y)\mapsto F^{-1}(C)\in \mathrm {CO} (X)}.
En effet, C étant un ouvert-fermé de Y et F étant continue, l'image réciproque de C par F est un ouvert-fermé de X. De plus, l'image réciproque est compatible avec les opérations ensemblistes (réunion, intersection, complémentaire). CO(F) est donc un morphisme d'algèbre de Boole.
L'application CO qui, à un espace de Stone X, associe l'algèbre de Boole CO(X) de ses ouverts-fermés, et qui, à une application continue F entre espaces de Stone, associe le morphisme d'algèbre de Boole CO(F) est lui aussi un foncteur contravariant.

### Équivalence desalgèbres de Booleet desespaces de Stone
Les deux foncteurs S et CO précédemment définis établissent une équivalence entre la catégories des algèbres de Boole et celle des espaces compacts totalement discontinus.
Ainsi, soit A une algèbre de Boole. On lui associe son espace de Stone S(A), puis on associe à ce dernier l'algèbre de Boole CO(S(A)). Alors, CO(S(A)) est isomorphe à A au moyen de l'isomorphisme de Boole suivant :
{\displaystyle \varphi _{A}:a\in A\mapsto \varphi _{A}(a)=\{h\in S(A)\,|\,h(a)=1\}\in \mathrm {CO} (\mathrm {S} (A))}
Autrement dit, pour tout a, {\displaystyle \varphi _{A}(a)} est un ouvert-fermé de S(A). Inversement, tout ouvert-fermé de S(A) est de cette forme. {\displaystyle \varphi _{A}} est bijective de A sur CO(S(A)) et est un morphisme d'algèbre de Boole.
De plus, si f est un morphisme d'algèbre de Boole de A dans B, le morphisme CO(S(f)) est celui qui lui correspond, de CO(S(A)) dans CO(S(B)). {\displaystyle \varphi } est l'isomorphisme naturel qui permet d'identifier {\displaystyle \mathrm {CO} \circ \mathrm {S} } à l'identité.
De même, soit X un espace de Stone. On lui associe l'algèbre de Boole CO(X) de ses ouverts-fermés, puis, on associe à cette dernière son espace de Stone S(CO(X)). X et S(CO(X)) sont alors deux espaces homéomorphes. En effet, pour chaque x élément de X, on définit l'application {\displaystyle g_{x}^{X}} de CO(X) dans {0,1} par :
{\displaystyle \forall C\in \mathrm {CO} (X),g_{x}^{X}(C)=1\Leftrightarrow x\in C}.
On montre que {\displaystyle g_{x}^{X}} un morphisme d'algèbre de Boole. Par conséquent, {\displaystyle g_{x}^{X}} est élément de S(CO(X)). On montre ensuite que l'application {\displaystyle g^{X}:x\in X\mapsto g_{x}^{X}\in \mathrm {S} (\mathrm {CO} (X))} est l'homéomorphisme cherché. g est l'isomorphisme naturel qui permet d'identifier {\displaystyle \mathrm {S} \circ \mathrm {CO} } à l'identité.

## Exemples

### Cas fini
Soit X un ensemble fini, espace de Stone lorsqu'on le munit de la topologie discrète. Toute partie de X est un ouvert-fermé. CO(X) est donc identique à l'ensemble {\displaystyle {\mathcal {P}}(X)} des parties de X. 
Inversement, soit l'algèbre de Boole A = {\displaystyle {\mathcal {P}}(X)}. Tout morphisme d'algèbre de Boole de A dans {0,1} est associé à un ultrafiltre de {\displaystyle {\mathcal {P}}(X)}, et X étant fini, un tel ultrafiltre est formé des parties contenant un élément x de X. Autrement dit, pour tout morphisme h de A dans {0,1}, il existe un unique x de X tel que :
{\displaystyle \forall C\in \mathrm {A} ,h(C)=1\Leftrightarrow x\in C}.
h n'est autre que l'application {\displaystyle g_{x}^{X}} définie au paragraphe précédent. S(A) est l'ensemble de ces morphismes, ou bien l'ensemble des ultrafiltres de {\displaystyle {\mathcal {P}}(X)}, qu'on peut identifier à X.

### Algèbre de Boole libre
Soit I un ensemble quelconque, et {\displaystyle X=\{0,1\}^{I}}, ensemble des applications de I dans {0,1}, muni de la topologie de la convergence simple. X est un espace de Stone. Son algèbre associée CO(X), ensemble des ouverts-fermés de X, est isomorphe à l'algèbre de Boole librement engendrée par I. Dans CO(X), on peut identifier en particulier :
{\displaystyle e_{i}=\{f\in X\,|\,f(i)=1\}}
On obtient tous les éléments de CO(X) en prenant d'abord les intersections finies quelconques des {\displaystyle e_{i}} (y compris l'intersection vide pour obtenir X), puis en prenant des différences symétriques quelconques en nombre fini entre ces intersections.

### L'algèbre des parties finies ou cofinies
Soit E un ensemble infini. Posons FC(E) l'ensemble des parties finies ou cofinies de E. FC(E) forme une algèbre de Boole avec les opérations ensemblistes usuelles (union, intersection, complémentaire). Les ultrafiltres de FC(E) sont :
- Les ultrafiltres principaux {\displaystyle U_{x}}, dont les éléments sont les parties finies ou cofinies de E contenant un élément x donné de E,
- L'ultrafiltre {\displaystyle U_{\infty }}, dont les éléments sont les parties cofinies de E.

Par conséquent, l'espace de Stone S(FC(E)), ensemble des ultrafiltres précédents, peut être assimilé à l'ensemble E auquel on a ajouté un élément {\displaystyle \infty }. Topologiquement, il s'agit du compactifié d'Alexandrov de E, lorsque ce dernier est muni de la topologie discrète. Les parties ouvertes-fermées de S(FC(E)) sont d'une part les parties finies incluses dans E, d'autre part les parties cofinies contenant {\displaystyle \infty }. L'ensemble de ces parties ouvertes-fermées, avec les opérations ensemblistes usuelles, redonnent une algèbre de Boole isomorphe à FC(E).

### Complétion d'une algèbre de Boole
Soit A une algèbre de Boole, alors il existe une algèbre de Boole B complète telle que tout élément de B soit la borne supérieure d'une partie de A. B s'appelle le complété de A. Pour cela, on considère l'espace de Stone S(A) associé à A, et l'algèbre de Boole CO(S(A)) des parties ouvertes-fermées de S(A). CO(S(A)) est une algèbre de Boole isomorphe à A. Il suffit de prendre pour B l'algèbre de Boole RO(S(A)) formée des ouverts réguliers de S(A). Un ouvert est régulier s'il est égal à l'intérieur de son adhérence. C'est le cas en particulier de tout ouvert-fermé de S(A), donc CO(S(A)) est une sous-algèbre de RO(S(A)). Cette dernière est bien une algèbre de Boole, avec l'intersection pour la loi {\displaystyle \wedge }, le complément d'un ouvert régulier étant quant à lui égal au complémentaire de l'adhérence de cet ouvert. Enfin, les ouverts-fermés formant une base de la topologie de S(A), tout ouvert régulier est borne supérieure de la famille des ouverts-fermés qu'il contient.
Il est possible de montrer que le complété d'une algèbre de Boole est unique à isomorphisme près.